# آسیا تایمز
آسیا تایمز (انگلیسی: Asia Times) شرکت انتشارات هنگ کنگی است، که در سال ۱۹۹۵ تأسیس شد.